# Euphorbia heraldiana
Euphorbia heraldiana är en törelväxtart som först beskrevs av Charles Frederick Millspaugh, och fick sitt nu gällande namn av Robertus Cornelis Hilarius Maria Oudejans. Euphorbia heraldiana ingår i släktet törlar, och familjen törelväxter. Inga underarter finns listade i Catalogue of Life.